# Фукс, Юдит
Юдит Фукс (нем. Judith Fuchs; род. 23 января 1990, Лейпциг) — немецкая шахматистка, гроссмейстер среди женщин (2017).

## Биография
В шахматы научилась играть в возрасте пяти лет. С 1999 по 2007 год регулярно участвовала в юношеских чемпионатах Германии по шахматам. Победительница этих турниров в 2000 (U10), 2006 (U16) и 2007 (U18) годах. Многократная участница юношеских чемпионатов Европы по шахматам и юношеских чемпионатов мира по шахматам в различных возрастных категориях. Представляла Германию на двух шахматных олимпиадах (2008—2010). В 2009 году была удостоена звания международного женского мастера (WIM). В 2012 году была лучшей среди женщин в Риге на турнире РТУ Опен. В 2017 году была удостоена звания международного женского гроссмейстера (WGM).